# Alvazil
Alvazil ou alvazir (do árabe al-wazîr), o mesmo que aguazil, oficial de justiça, juiz ordinário ou simplesmente juiz, magistrado supremo, governador ou  alcaide.